# Estación de Alcolea del Río
Alcolea del Río es un apeadero ferroviario situado en el municipio español homónimo en la provincia de Sevilla, comunidad autónoma de Andalucía. Forma parte de la línea C-3 de la red de Cercanías Sevilla operada por Renfe.

## Situación ferroviaria
Se encuentra en la línea férrea de ancho ibérico que une Mérida con Los Rosales, pk 199,2 a 25 metros de altitud, entre las estaciones de Villanueva del Río Minas y Tocina. El tramo es de via única y está sin electrificar.

## Historia
La estación fue abierta al tráfico el 1 de mayo de 1870 con la puesta en funcionamiento del tramo Tocina-Villanueva del Río y Minas, de la línea férrea que pretendía unir Los Rosales, al norte de Sevilla con Mérida. Las obras corrieron a cargo de Manuel Pastor y Landero, ingeniero de caminos que logró la concesión en 1869. Ante las dificultades que sufría para continuar con las obras, en julio de 1880 decidió vender la concesión a MZA. Sin embargo, llegó también a un acuerdo con la Compañía de los Ferrocarriles Extremeños formada por acreedores del propio Pastor y Landero, lo que daría lugar a una larga batalla legal entre ambas empresas. Finalmente, MZA acabó pactando con los Ferrocarriles Extremeños y, previo pago, se quedó con la línea, concluyéndola en 1885. En 1941, tras la nacionalización del ferrocarril en España, la estación pasó a ser gestionada por RENFE. Desde el 31 de diciembre de 2004 Adif es la titular de las instalaciones.

## Servicios ferroviarios

### Cercanías
La estación forma parte de la línea C-3 de la red de Cercanías Sevilla operada por Renfe.
| procedencia/destino | < estación               | Línea | estación > | destino/procedencia |
| ------------------- | ------------------------ | ----- | ---------- | ------------------- |
| Cazalla-Constantina | Villanueva del Río Minas |       | Tocina     | Sevilla-Santa Justa |